# Oratorio di San Giorgio (Guastalla)
L'oratorio di San Giorgio è un edificio di culto cattolico situato in via Vegri a Guastalla, in provincia di Reggio Emilia.

## Storia

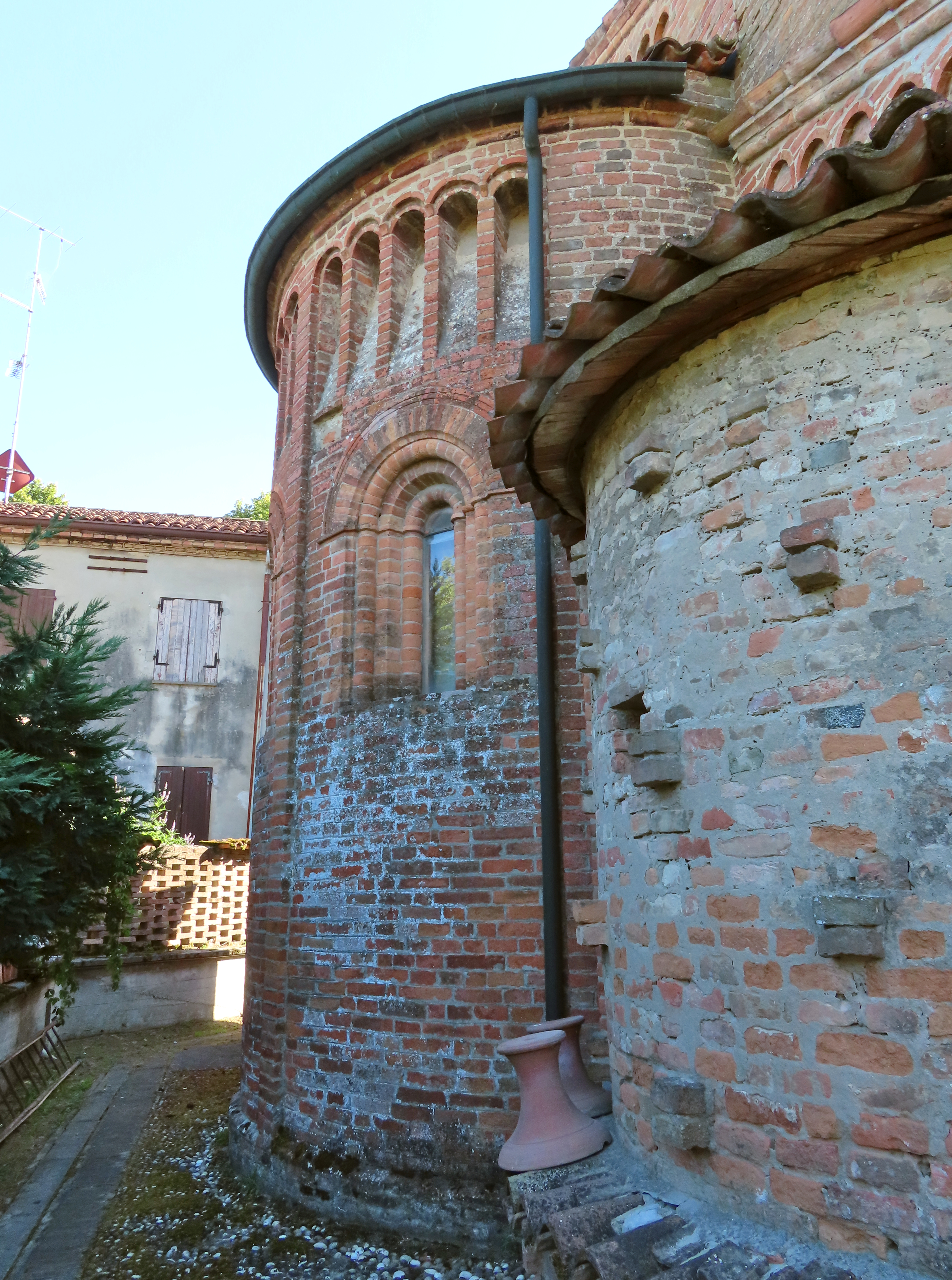
Abside centrale e sinistra

Menzionato in una donazione di re Berengario I del 915, fu nei secoli successivi danneggiato e allagato dalle tante alluvioni che afflissero questa terra. Nel 1625 fu oggetto di opere di restauro.
Nel 1932 l'oratorio di San Giorgio, ormai in precarie condizioni strutturali, fu oggetto di un importante restauro,  volto a restituire all'edificio l'originario aspetto romanico. I lavori terminarono solo nove anni dopo, in piena seconda guerra mondiale. Nel corso della guerra di Liberazione l'oratorio fu sede d'incontri della Resistenza locale.